# Pont Saint-Michel
Der Pont Saint-Michel ist eine Brücke in Paris. Er verbindet die Place Saint-Michel (Rive Gauche) mit dem Boulevard du Palais auf der Île de la Cité.
Der Boulevard du Palais führt dann nach Norden über den Pont au Change zur Place du Châtelet und damit auf das Rive Droite.

## Lage
Die Brücke geht von der Place Saint-Michel auf dem linken Seineufer aus und führt zum Boulevard du Palais auf der Île de la Cité. Somit verbindet sie das 5. und 6. Arrondissement, die am Boulevard Saint-Michel liegen, mit dem 1. und 4. Arrondissement, die sich andererseits an dieser Achse treffen. Platz und Boulevard Saint-Michel wurden später nach ihr benannt. Die Lage am Fluss wird jeweils mit dem Quai des Orfèvres bzw. dem Quai des Grands Augustins beschrieben.
Flussabwärts liegt der Pont Neuf, flussaufwärts der Petit Pont. Auf der gegenüberliegenden Seite der Insel führt der Pont au Change auf das rechte Ufer (Rive Droite).

## Namensursprung
Er verdankt seinen Namen der Nachbarschaft zu einer Kapelle im Palais royal (heute: Palais de Justice mit der Sainte-Chapelle im Südosten), die dem Erzengel Michael gewidmet ist.

## Technische Beschreibung
Der Pont Saint-Michel ist eine gemauerte Bogenbrücke. Er überspannt die Seine auf einer Länge von 62 m. Die Brücke weist drei Bögen mit einer einheitlichen Spannweite von 17,20 m auf und ist insgesamt 30 m breit. Neben der 18 m breiten Fahrbahn befinden sich auf beiden Seiten 6 m breite Bürgersteige.

## Geschichte
Im Jahr 1378 wurde der Bau einer Brücke beschlossen, die das ehemalige Palais Royal auf der Île de la Cité mit dem linken Seineufer verbinden sollte. Die erste Brücke, die wie alle Seinebrücken ihrer Zeit mit Häusern bestückt war, wurde unter Karl VI. erbaut. Sie trug in den darauf folgenden Jahren mehrere Namen. So hieß sie Pont-Neuf, Neuf-Pont oder Pont Saint-Michel. Die Brücke litt wiederholt stark unter Schmelzhochwässern und wurde um 1408 aus Holz inklusive der Häuser auf ihr neu erbaut. Jedoch stürzte das Bauwerk nach mehreren Schiffsstößen am 9. Dezember 1547 in sich zusammen und riss 17 Menschen in den Tod.
Die zwei Jahre später an dieser Stelle erbaute Brücke hielt nur bis 1616. Durch einen starken Eisgang der Seine wurden sie und mehrere auf ihr befindliche Häuser erneut zerstört. Daraufhin wurde sie durch ein Bauwerk aus Stein mit vier Bögen ersetzt, das zwischen 1618 und 1624 erbaut wurde. Die beiden seitlichen Bögen hatten eine Spannweite von 10 m. Das Bogenfeld auf der flussabwärts gelegenen Seite wurde mit einer bronzenen Reiterstatue Ludwigs XIII. versehen.
Der Pont Saint-Michel war die letzte Brücke in der Stadt, auf der sich Häuser befanden. 1808 wurden diese endgültig abgerissen. Die geringe Breite und das hohe Alter der Brücke brachten die Stadtverwaltung 1855 zu der Entscheidung, die Brücke neu bauen zu lassen. 1857 wurde dieses Projekt in die Tat umgesetzt. Die Ingenieure Paul-Martin Gallocher de Lagalisserie und Paul Vaudrey entwarfen den bis heute erhaltenen Pont Saint-Michel. Dieser Entwurf beinhaltete nur noch drei elliptische Bögen aus Mauerwerk mit einer Spannweite von 17,20 m, um die Anzahl der Flusspfeiler zu verringern.
Da die Brücke während des Zweiten Kaiserreiches unter Napoleon III. erbaut wurde, sind die Pfeiler auch heute noch mit dem markanten napoleonischen „N“ geschmückt, das von einem Lorbeerkranz umgeben ist.
Ihren endgültigen Namen erhielt sie aufgrund der Nähe zur Kapelle Saint-Michel.
Am 17. Oktober 2001 wurde vom Bürgermeister von Paris, Bertrand Delanoë, eine Gedenktafel am Pont Saint-Michel eingeweiht, die an das Massaker von Paris erinnert. So wird ein von der Pariser Polizei an friedlichen Demonstranten angerichtetes Blutbad in Paris am 17. Oktober 1961 während des Algerienkriegs (1954–1962) bezeichnet. Die Polizisten gingen unter einem Schießbefehl brutal gegen eine nicht genehmigte Demonstration von rund 30.000 Algeriern vor, zu der die algerische Unabhängigkeitsbewegung FLN aufgerufen hatte. Aktuelle Schätzungen gehen davon aus, dass mindestens 200 Menschen getötet wurden. Sie wurden in der Nacht erschossen, erschlagen und zum Teil in der Seine ertränkt.

Die Brücke im Laufe der Zeit
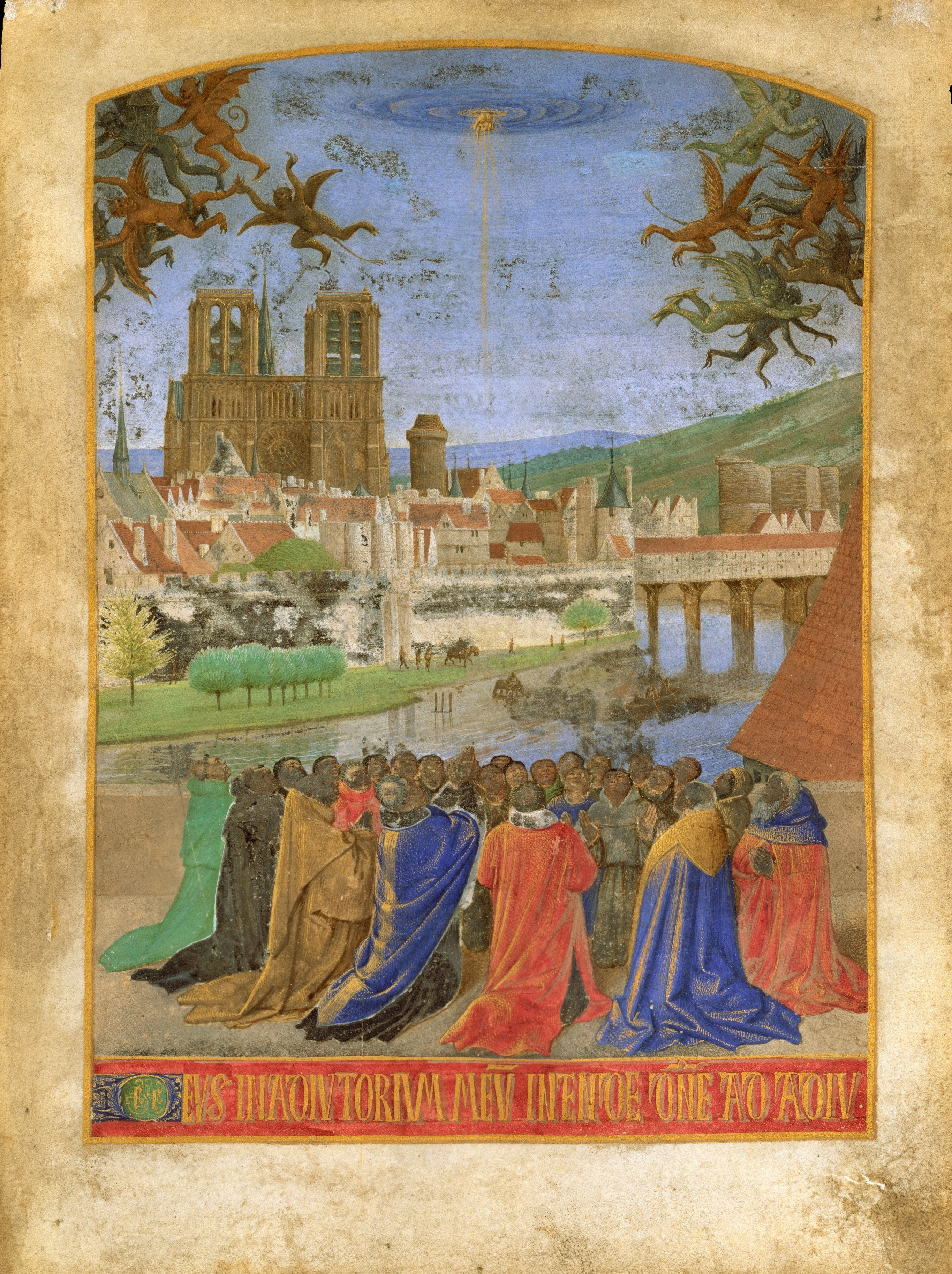
Pont Saint-Michel ansicht als La Main de Dieu protégeant les fidèles, Miniatur in Livre d’heures d’Étienne Chevalier von Jean Fouquet, zwischen 1452 und 1460
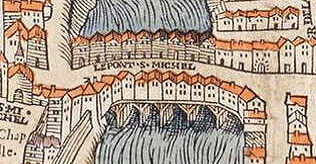
Die Brücke 1550 auf dem Plan von Truschet und Hoyau
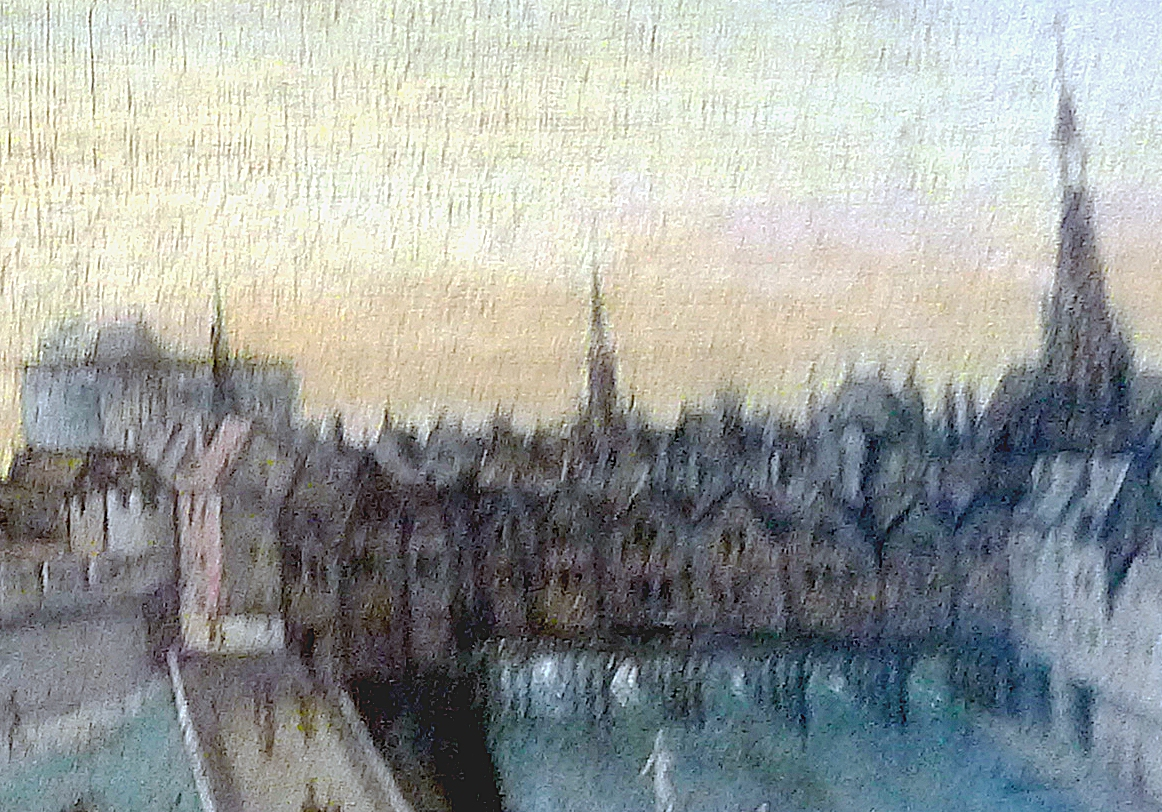
Pont Saint-Michel mit den Holzpfeilern und den Häusern, um 1577 (Gemäldeausschnitt, Musée Carnavalet)
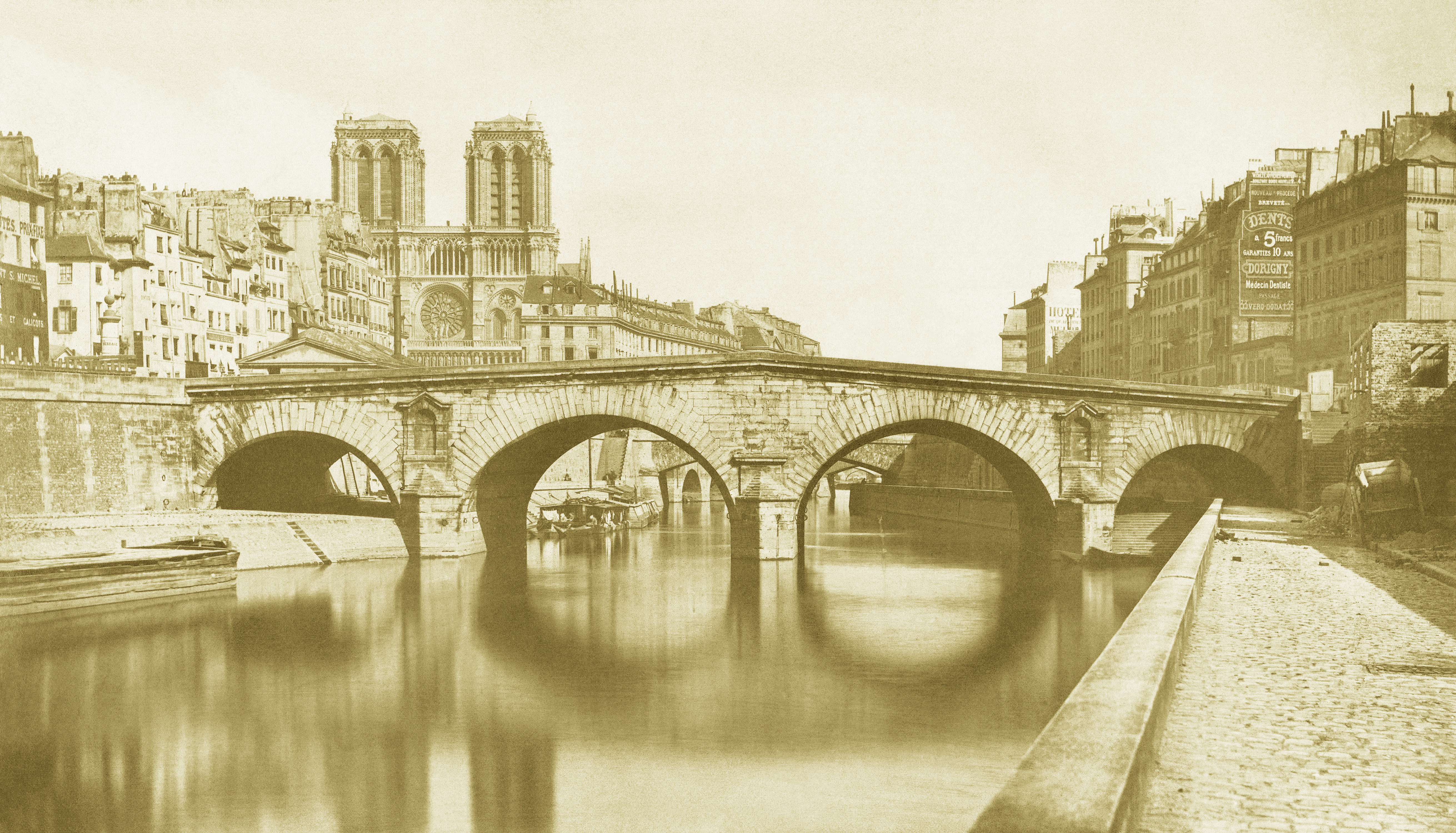
Pont Saint-Michel von 1616, seit 1807 frei von Häusern, Foto von 1857
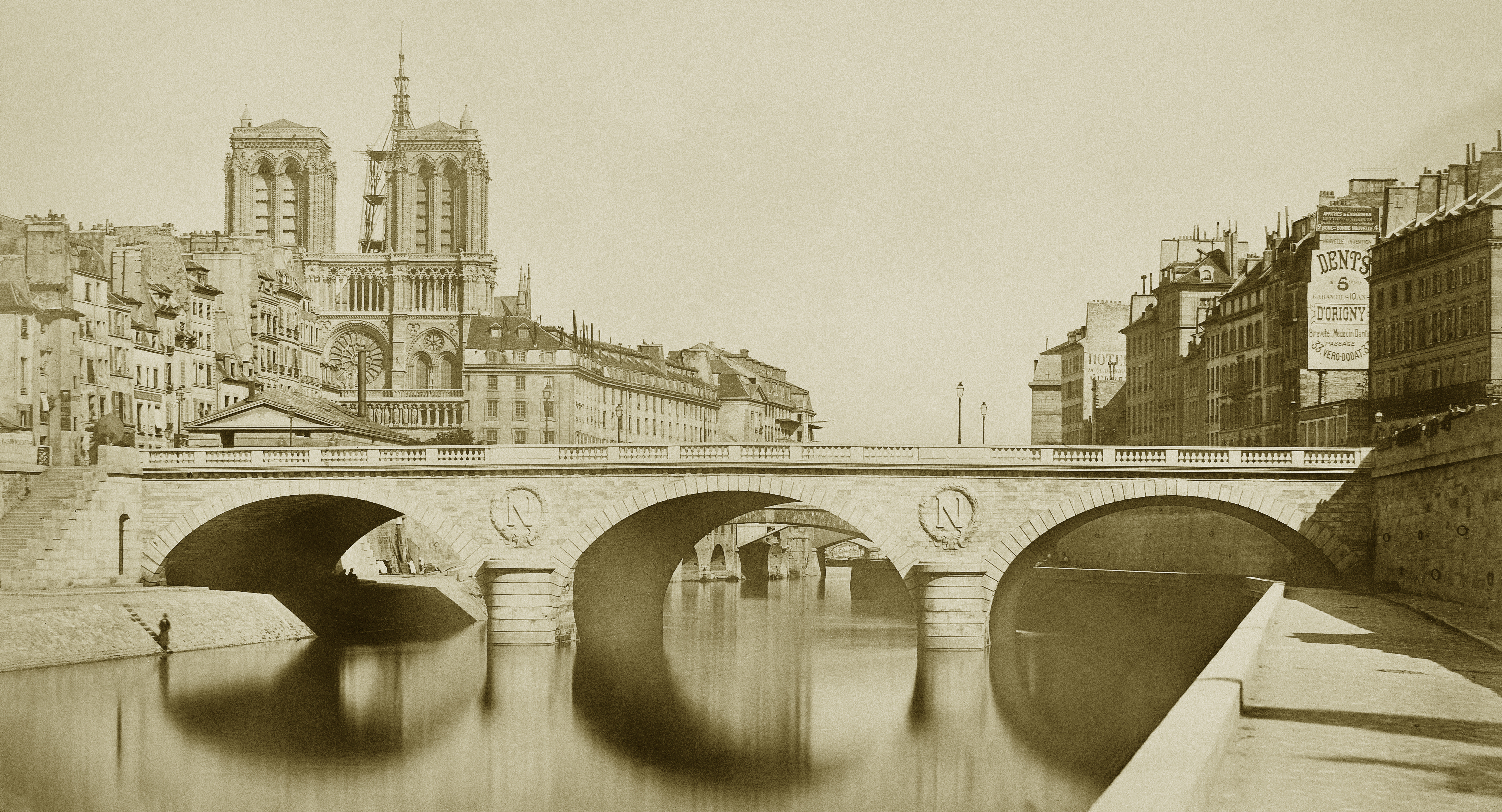
Neue Pont Saint-Michel von 1859
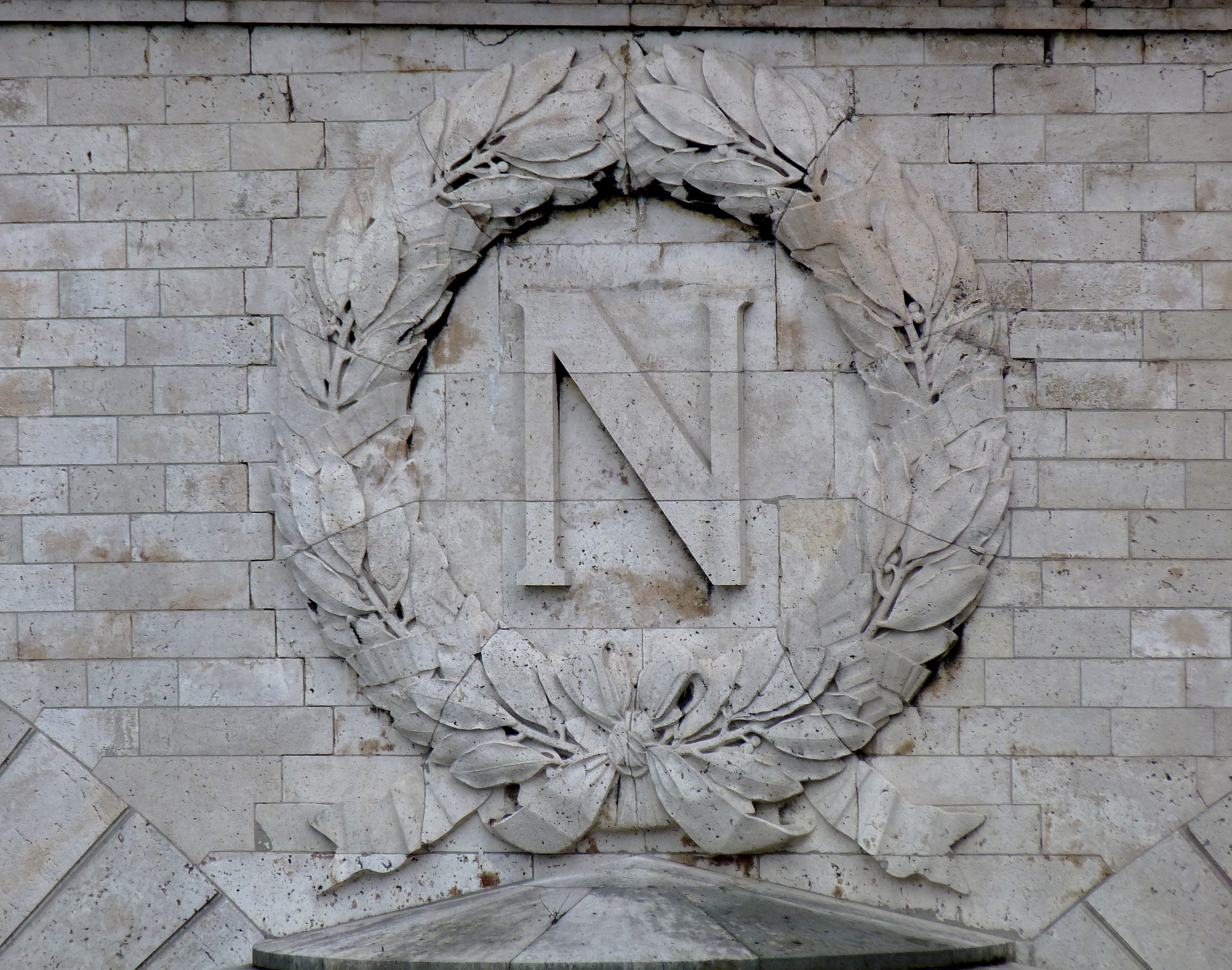
Das «N» für Napoleon III.
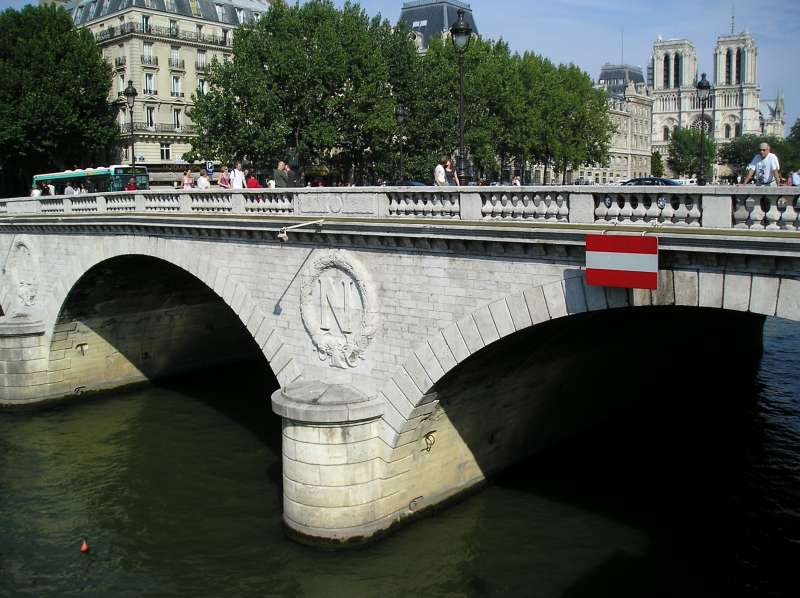
Pont Saint-Michel, im Hintergrund Kathedrale Notre-Dame de Paris.
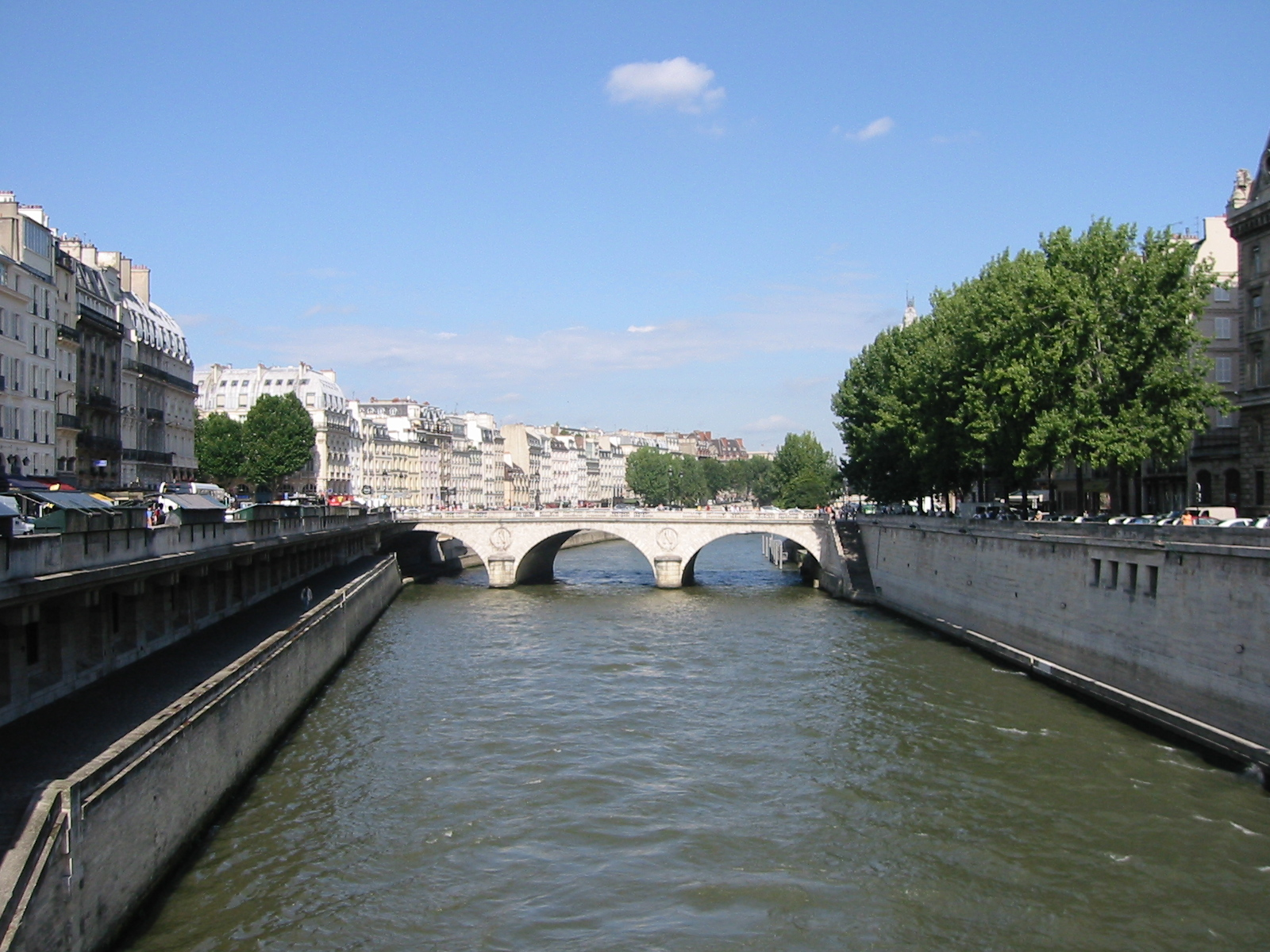
Pont Saint-Michel von Petit-Pont.
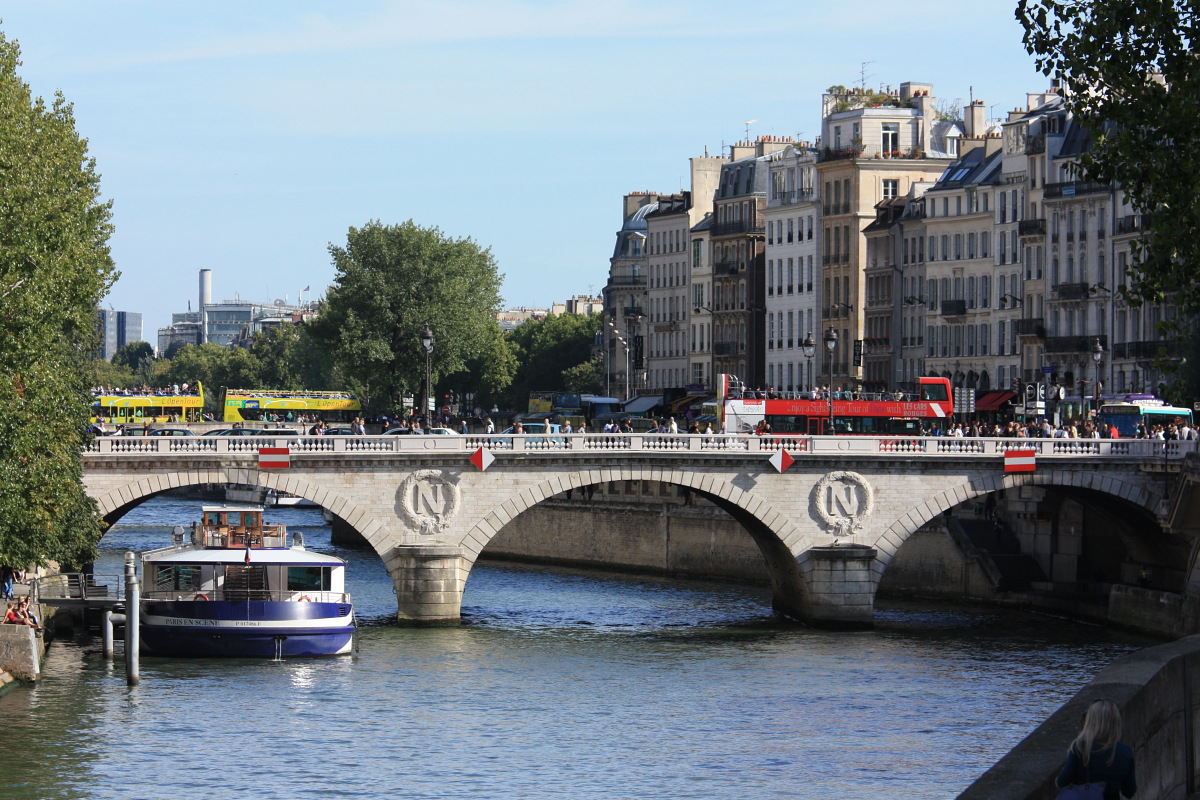
Pont Saint-Michel von der Île de la Cité (Quai des Orfèvres), flussaufwärts
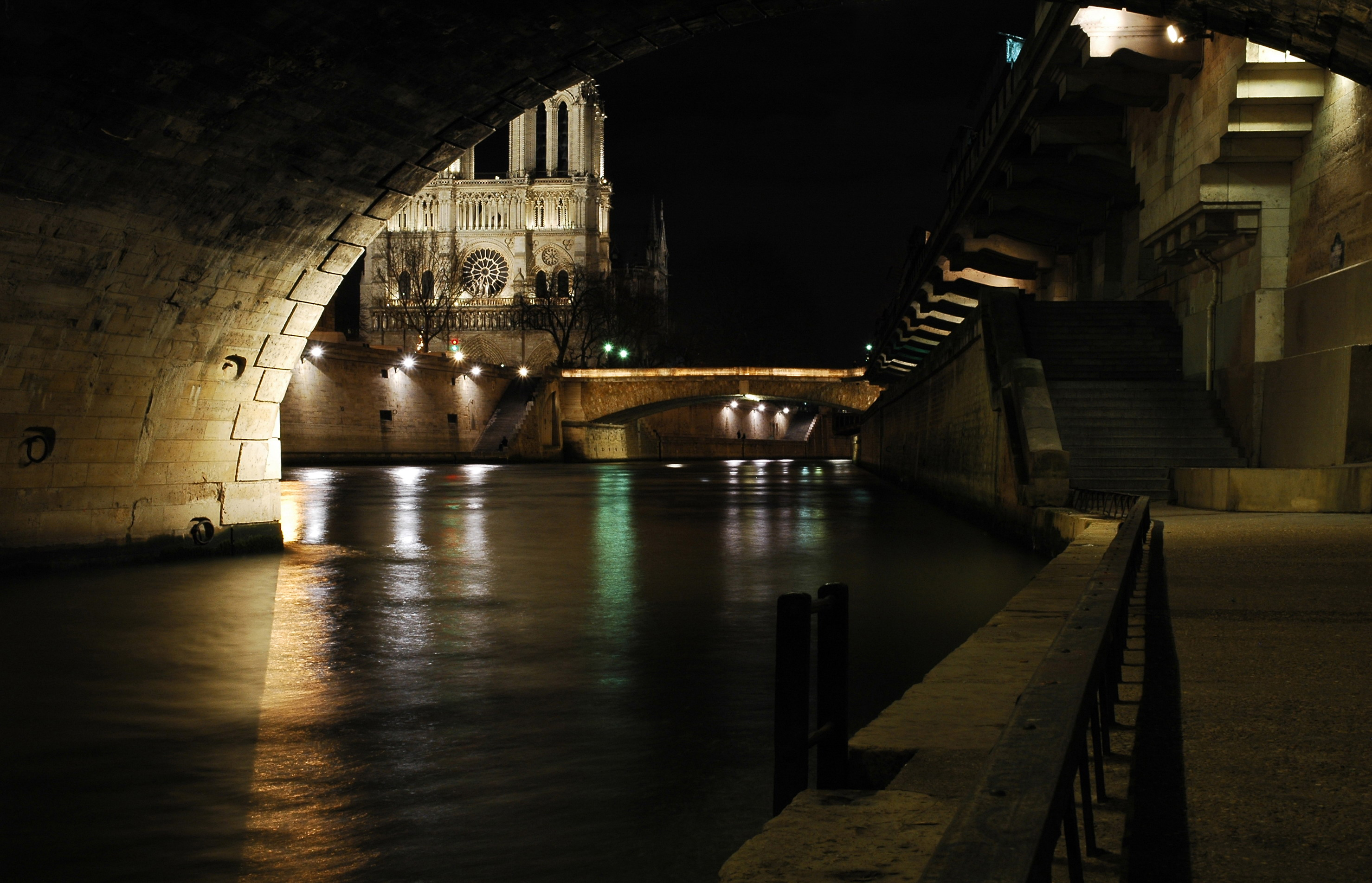
Sicht auf die Notre-Dame von unter der Brücke